# لیئکسا
لیئِکسا (به لاتین: Lieksa) یک شهرک در فنلاند است که در کارلیای شمالی واقع شده‌است. این شهرک در سال ۲۰۱۷ میلادی ۱۱٬۴۱۴ نفر جمعیت داشته‌است.